# Ульф Торгильсон
Ульф, Ульф Ярл, Ульф Торгильсон (? — 1026) — датский ярл, регент Дании (ок. 1024—1026). Ульф был отцом датского короля Свена II Эстридсена и, таким образом, предком династии Эстридсенов, которая правила Данией с 1047 по 1375 год, которая также иногда, особенно в шведских источниках, упоминается как династия Ульфингеров, названная в честь Ульфа.

## Биография
Ульф Ярл был сыном датского вождя Торгиля Стюрбьёрнссона и внуком предендента на шведский престол Стюрбьёрна Сильного. Его брат Эйлаф был графом короля Кнуда Великого, а сестра Гита Торкельсдоттир вышла замуж за Годвина, графа Уэссекса. В 1016 году он участвовал во вторжении датского короля Кнута Великого в Англию. Он принимал участие в завоевании Англии как один из самых доверенных людей Кнуда. С 1024 года он был назначен ярлом и регентом Дании. В отсутствие короля Кнуда Ульф правил как приемный отец и опекун сына Кнуда Хардекнуда.
В 1015—1016 годах Ульф Торгильсон женился на сестре Кнуда — Эстрид Свендсдаттер, — от которой у него были сыновья, Свен, который позднее стал королём Дании, и Беорн (Бьерн), который станет графом в Англии. Хронист Адам Бременский также упоминает еще одного сына Ульфа, Осбьорна, но прямо не называет его сыном Эстрит, как он делает со Свеном и Беорном. Возможно, там также была дочь — в Саге о Харальде Суровом, части «Круга Земного» Снорри Стурлусона, упоминается Осмунд, сыне сестры Свена, но он, вероятно, тот же Осмунд, названный сыном Беорна в королевской саге «Гнилая кожа».
В 1026 году шведский король Анунд Якоб и норвежский король Олав II, воспользовались отсутствием короля Кнуда Великого и напали на датчан в Балтийском море. Ульф убедил свободных людей избрать короля Хардекнуда, поскольку они были недовольны отсутствием Кнуда. Это была уловка со стороны Ульфа, поскольку его роль опекуна Хардекнуда должна была сделать его правителем Дании. Когда Кнуд Великий узнал о случившемся, он вернулся в Данию и участвовал в морском сражении против шведских и норвежских войск в битве на ренке Хельге (1026). Победа оставила Кнуда доминирующим лидером в Скандинавии.
Англосаксонская хроника, которая вместо этого помещает битву годом ранее (1025 год), называет лидеров шведов Ульфа и Эглафа, обычно отождествляемыми с ярлом Ульфом и его братом Эйлафом. Однако Сага об Олаве Святом из цикла «Круг Земной» дает отчет, в котором в то время как Кнуд Великий проиграл наземную битву, он был общим победителем, когда ярл Ульф помог ему выиграть сопутствующее морское сражение. Одним из возможных объяснений этого конфликта источников является то, что ярл Ульф сражался со шведами против Кнуда в битве 1025 года, не описанной в саге, потому что Олав не принимал участия, но ярл Ульф перешел на другую сторону перед битвой при Хельге.
Эйлаф сражался против короля Кнуда, его простили, поскольку он оставался графом в Англии до самой смерти Кнуда Великого, а затем бежал, предположительно, потому что он был тесно связан с королем. Любое сближение с Ульфом было недолгим. На банкете в Роскилле король Кнуд и ярл Ульф играли в шахматы и начали спорить друг с другом. На следующий день, на Рождество 1026 года, Кнуд Великий приказал одному из своих слуг убить графа Ульфа в церкви Троицы, предшественнице Собора Роскилле.